# Ремечоара
Ремечоара (рум. Remecioara) — село у повіті Марамуреш в Румунії. Входить до складу комуни Реметя-Кіоарулуй.
Село розташоване на відстані 394 км на північний захід від Бухареста, 17 км на південь від Бая-Маре, 81 км на північ від Клуж-Напоки.

## Населення
За даними перепису населення 2002 року у селі проживали 260 осіб, з них 258 осіб (99,2%) румунів. Рідною мовою 259 осіб (99,6%) назвали румунську.